# Terrorangrebet mod Kabul Serena Hotel (2008)
Terrorangrebet mod Kabul Serena Hotel fandt sted 14. januar 2008, da terrorister fra Taliban gik til angreb med granater og skydevåben mod Kabul Serena Hotel i Kabul i Afghanistan.
En norsk delegation med udenrigsminister Jonas Gahr Støre var på hotellet under angrebet. Den norske journalist Carsten Thomassen blev dræbt under angrebet.
Serena Hotel er et femstjerners hotel i Kabul. der siden åbningen i 2005 har været meget brugt af internationale pressefolk og politikere. Hotellet har ofte har været benyttet af udlændinge til møder, middage og diverse selskaber. Det er af mange regnet som det fineste hotel i byen, og ligger i nærheden af den afghanske præsidents palads. Norge investerede ca. 30 millioner kroner i hotellet gennem Norfund, Statens investeringsfond for næringsvirksomhed i udviklingsland. Hotellet huser også den australske ambassadør til Afghanistan.

## Angrebet
Lige før kl. 15.00 (norsk tid), uret 18.30 (lokal tid), stormede terrorister fra Taliban, iklædt politiuniformer, hotellet med selvmordsvester, granater og AK-47-geværer. En bilbombe skal have eksploderet uden for hotellet, ifølge udtalelser fra Taliban.
En talsmand for NATO-styrkerne hævdede, at vagterne ved hotellet dræbte en af terroristerne, før han kom ind på hotellet. To af terroristerne kastede håndgranater mod vagterne og var på den måde i stand til at komme ind på selve hotelområdet. Der skal en af terroristerne have udløst en selvmordsbombe, mens mindst en af terroristerne, der var klædt i afghansk politiuniform skød vildt rundt sig med automatvåben. Den norske fotograf Stian Solum fortalte, at han var en af dem, som blev beskudt af en mand iklædt politiuniform, da han kom ud af elevatoren på hotellet.
Attentatmændene skal have fokuseret angrebet mod hotellets træningsrum og spa-afdeling, der bruges af mange udenlandske gæster.
De norske ISAF-styrker i Kabul var med til at evakuere sårede og andre fra hotellet. De norske styrker brugte to pansrede køretøjer og en feltvogn, inklusiv læge og sygeplejerske i evakueringen.

### Skader
To nordmænd blev skudt og hårdt såret under angrebet. Den ene var Dagbladets journalist Carsten Thomassen, som senere døde af splintskader, den anden var en mandlig medarbejder fra det norske udenrigsministerium, Bjørn Svenungsen. Begge blev skadede efter angreb fra en terrorist i politiuniform. De to nordmænd blev fragtet af norske soldater til et tjekkisk ISAF-feltsygehus i Kabul, hvor Thomassen døde på operationsbordet, som følge af splintskaderne han fik.
To vagter ved hotellet blev dræbt i angrebet, samt en kvindelig filippinsk ansat, Zenia Aguilan, og en amerikansk statsborger. En diplomat fra De Forenede Arabiske Emirater blev skudt i maven og hårdt skadet.

### Gerningsmændene
En vestlig læge, der kom til hotellet, udtalte, at en af terroristerne blev fundet skudt og dræbt i hotellets lobby, en anden sprængte sig selv i luften på pladsen foran indgangen, en sprængte sig selv i luften på taget af hotellet og den fjerde slap væk. En af terroristerne skal angiveligt have låst sig selv ude på taget af hotellet ved en fejl for derefter at sprænge sig selv i luften.
En af terroristerne, der skal være ham, som affyrede skuddene inde i hotellet, blev taget til fange af hotellets egne sikkerhedsvagter lige efter hændelsen.

## Udenrigsminister Jonas Gahr Støre
Den norske udenrigsminister Jonas Gahr Støre var på Serena Hotel, sammen med en stor delegation fra det norske udenrigsministerium, da angrebet skete. Alle tilstedeværende ved mødet, der foregik i etagen under lobbyen, blev beordret ned på gulvet af livvagterne fra det norske politis sikkerhedstjeneste.. Der blev de liggende, mens vagterne var i beredskab med sine våben, i det tilfælde, at rummet skulle blive angrebet. Forsamlingen blev senere bragt til sikkerhed i et bomberum i hotellets kælder. Støre havde netop påbegyndt et møde med lederen for den afghanske menneskerettighedskommission.
FNs generalsekretær Ban Ki-moon konstaterede senere samme dag, at den norske delegation med udenrigsminister Jonas Gahr Støre i spidsen, havde været målet for angrebet, mens udtalelser fra Taliban kom frem. En kilde hævdede, at angrebet ikke var rettet mod den norske udenrigsminister, mens en anden sagde, at guerillagruppen ønskede at angribe Serena Hotel, mens Støre var der hen.
Støre afbrød sin rejse i Afghanistan dagen efter angrebet.

## Ansvar
Talibans talsmand Salah Adin al-ayoupi bekræftede, at der var Taliban, der gennemførte angrebet mod hotellet.

## Reaktioner
Statsminister Jens Stoltenberg sagde efter, at angrebet blev offentligt kendt: «Dette er et uacceptabelt angreb mod civile og et nyt alvorligt anslag mod arbejdet for fred og stabilitet i Afghanistan. Vi er nu optaget af, af at de sårede får den nødvendige behandling så hurtigt som muligt»
Den danske udenrigsminister Per Stig Møller sagde i en udtalelse: «Regjeringen fordømmer på det kraftigste terrorangreb på den norske udenrigsminister og andre uskyldige. Det er et fejt angreb, der understreger, at truslen fra Taliban er reel og udforudsigelig» og «Lagde mig også udtrykke stor medfølelse med de ramte og deres familier i og uden for Norge, der er vores nære allierede»
Udenrigsminister Jonas Gahr Støre kommenterede Carsten Thomassens dødsfald: «Carsten var en ener blandt norske journalister. Han kombinerede solid journalistisk arbejde med integritet og stor viden. Han har fulgt mig på mange rejser og var indtil det sidste optaget af sit virke som journalist. De, der var sammen med Carsten i Kabul 14. januar er fyldt med sorg og fortvivlelse. Mine tanker går til hans nærmeste og alle hans venner og kollegaer»

### Kritik mod Utenriksdepartementet
Utenriksdepartementet blev kritiseret for at have publiceret store dele af rejseplanen på nettet flere uger før angrebet. Det er også kommet frem at UD ikke konsulterede Forsvarsdepartementet før ministeriet besluttede hvilke sikkerhedstiltag, der skulle iværksættes under opholdet i Afghanistan. Endelig har UD fået kritik for at give urigtig information om tilstanden til Thomassen.

## Efterforskning
Både afghanske og norske myndigheder varslede, at de begge vil efterforske hændelsen, særligt fordi angrebet skete blot tre timer efter udenrigsministerens ankomst til hotellet.

### Afghanistans efterretningstjeneste
Dagen efter angrebet offentliggjorde Afghanistans efterretningstjeneste billeder og navne på personer, der hævdede at stå bag angrebet. De orienterede også om at der var tre gerningsmænd, en af dem er arresterede, og at de også har arresteret chaufføren, der kørte angriberne, samt to personer, der husede dem. Amrullah Saleh, leder for Afghanistans efterretningstjeneste, sagde videre på en pressekonference, at man mente terrorangrebet var planlagt af personer tilknyttet Mullah Abdullah, en af Siraj Haqqanis samarbejdepartnere. Nogle kritiske røster mente, at afghanske myndigheder kun brugte angrebet mod Serena Hotell som en yderligere grund for at jagte Siraj Haqqani.
Det blev efterhånden kendt, at flere end 10 personer var arresterede af afghanske myndigheder i forbindelse med terrorhandlingen. Norge sendte også en politimand til Kabul for at følge den afghanske efterforskning.

### Norsk gransking
Venstre-leder Lars Sponheim, Krf-leder Dagfinn Høybråten og Frp-leder Siv Jensen gik sammen om et krav om ekstern gransking af Jonas Gahr Støres handlinger og ansvar i sagen. Høybråten sagde i den forbindelse: «Det er den helt specielle situation, at udenrigsministeren personligt har været involveret i dramaet og at hændelsen har haft det fatale udfald». Udenrigsministeren afviste kravet om en ekstern gransking.
6. februar 2008 offentliggjorde norske myndigheder skriftlige redegørelser fra de tre berørte ministerier; udenrigs-, justits- og forsvarsministerierne.
Norsk politi tilbød sine tjenester og bistand til afghansk politi lige så efter hændelsen, men ifølge en artikel i bl.a Aftenposten, skete det ingenting de første uger efter. Samtidig blev der kendt, at det amerikanske FBI efterforskede hændelsen, da den amerikanske statsborger Thor David Hesla var en af de som blev dræbte.

## Høring i Stortinget
Stortingets kontrol- og konstitutionskomité bestemte sig for at gennemføre en høring på baggrund af den kritik, der blev rejst i eftertid af terrorangrebet og gennemføringen af evakueringen af sårede fra hotellet. Høringen blev gennemført 13. marts 2008. Fra regeringen mødte udenrigsminister Jonas Gahr Støre, forsvarsminister Anne-Grete Strøm- Erichsen og justitsminister Knut Storberget sammen med ambassadør Jan Erik Leikvang. En del af høringen blev undtaget offentlighed grundet fortroligt materiale. Gahr Støre gentog sine tidligere udtalelser i høringen og sagde, at «Jeg ser ikke, at de mangler, man efterfølgende har afdækket ville have ændret hændelsesforløbet». Udenrigsministeren indrømmede dog, at noget kunne have været håndteret anderledes og sagde «Vi vil være mere restriktive med at lægge rejseplanerne ud på hjemmesiden, når rejserne går til udsatte områder. Det vil blive etableret en tættere kontakt mellem Politiets sikkerhedstjeneste (PST) og UD når der gælder mere langsigtede rejseplaner» og «Jeg vil forkaste enhver antydning om, at der skal være blevet gjort forskel på dem. Alle gjorde det, de kunne med de midler de havde tilgængeligt. Alligevel må vi leve med resultatet. Seks mennesker mistede livet og lige så mange blev alvorligt sårede». Redaktør Stein Gauslaa fra Norsk Presseforbund, Dagbladets redaktør Anne Aasheim, TV-journalist Fredrik Græsvik og VG-fotograf Harald Henden forklarede sig også for komiteen.
10. april mødte PST-chef Jørn Holme til høringen vedrørende PST's rolle i forbindelse med sikkerhedsvurderingerne forud for besøget, som bl.a udenrigsministeren refererede til i sin forklaring. Holm udtalte «En civil profil giver ikke nødvendigvis mindre sikkerhed end en militær profil. En militær profil vil nødvendigvis tiltrække sig mere opmærksomhed fra fjendtlige aktører end en civil profil. Når Utenriksdepartementet ønskede en civil profil i oplægget, så vi ingen grund til at fraråde dette» og sagde også at efter hans mening, at en civil profil på sikkerhedsoplægget kunne være at foretrække i fremtiden.

## Film og bog
TV 2 Norges Fredrik Græsvik, der overlevede angrebet, lavede sammen med fotograf Aage Aune og redigerer Diderik Cappelen dokumentarfilmen Skuddene i Kabul. Filmen blev vist på TV 2 en måned efter angrebet. Den vandt andenpladsen i kampen om den internationale Achievement of International Broadcasting i London efteråret 2008. Græsvik har også udgivet en bog om angrebet og historien om den ene af attentatmændene. Skuddene på Serena hotel udkom på Kagge Forlag i oktober 2008.

## Eksterne links
- Serena Hotell Kabul (hotellets hjemmeside)
- Google Maps: Satellitbillede af Kabul og Serena Hotell
- Aftenposten: Billedserie: Terrorangrebet i Kabul
- #Justisdepartementet redegørelse (pdf-fil)
- #Utenriksdepartementet redegørelse
- #Forsvarsdepartementet redegørelse
- Redegørelse fra Politiets Sikkerhetstjeneste i forbindelse med terroraktionen mod Hotel Serena mandag 14. januar 2008